# Europeiska travunionen
Europeiska travunionen, (fr. Union Europeenne du Trot), även känd genom dess förkortning, UET, är det styrande förbundet för europeisk travsport. Förbundets huvudsyfte är att främja travlopp och hästavel i Europa samt deras integritet och prestige i världen. Huvudkontoret ligger i generalsekretariatets land och förbundets nuvarande ordförande sedan januari 2019 är svenskan Marjaana Alaviuhkola. UET har 21 medlemsföreningar.

## Historia
Före 1973 fanns det två europeiska travförbund, Continental Trotting Union (UCT) och International Trotting Racing Union (UICT). 1972 beslutade de två förbunden att bilda en gemensam federation, UET. Efter bildandet 1973 blev Pierre de Montesson i Frankrike den första ordföranden för UET.  

## Medlemsländer
UET har 21 medlemsföreningar. Förbundet bildades 1973, då Österrike, Belgien, Danmark, Frankrike, Tyskland, Italien, Nederländerna, Norge och Sverige var de grundande länderna. Sedan dess har Finland (1974), Schweiz (1975), Spanien (1977), Malta (1991), Tjeckien (1998), Slovenien (2005), Estland (2006), Ryssland (2006) Ungern (2008), Serbien (2010), Litauen (2012) och Irland (2016) anslutit sig till UET.  

## Funktioner
UET:s ovan nämnda syfte, att främja travlopp och hästavel i Europa såväl som deras integritet och prestige i världen, genomförs på olika sätt. Organisationen försöker etablera regler som är gemensamma för travsport i hela Europa. De arrangerar evenemang och kontrollerar att stora tävlingar på olika banor inte körs samtidigt. UET jobbar även mot både dopning och spelmissbruk. 

## Travlopp arrangerade av UET

### Grand Prix l'UET
Grand Prix l'UET, även kallad European Trotting Derby, är ett evenemang för europeiskfödda hingstar och ston. Enligt UET är syftet med travloppen att uppmuntra avel. Grand Prix l'UET är ett Grupp 1-lopp, och har ett förstapris på 200 000 euro.  

### Europeiskt treåringschampionat
Europeiskt treåringschampionat är ett lopp för 3-åriga europeiska travare (ej valacker) som har valts ut för att representera sina olika länder av ländernas nationella förbund. Europeiskt treåringschampionat kördes första gången 1984, och är ett Grupp 1-lopp, med en samlad prissumma på 150 000 euro.   

### Europeiskt femåringschampionat
Europeiskt femåringschampionat för femåriga europeiska travare (ej valacker) har körts sedan 1965. De tävlande hästarna väljs av deras nationella förbund. Europeiskt femåringschampionat är ett Grupp 1-lopp, och har en samlad prissumma på 100 000 euro. 

### European Grand Circuit och UET Trotting Masters
European Grand Circuit var en serie Grupp 1-lopp som ägde rum i flertalet UET-länder under ett år. Det ersattes av UET Trotting Masters 2012.

### Europeiskt mästerskap för lärlingar
De nationella federationerna väljer ut lärlingar för att representera sina länder. Europeiskt mästerskap för lärlingar har körts sedan 1986.  

### Europeiskt mästerskap för kuskar
De segerrikaste kuskarna i UET-länderna möter varandra i detta evenemang som grundades 1969. Europeiskt mästerskap för kuskar hålls vartannat år, för att inte krocka med World Driving Championship.